# Модерна домакиня
Списание „Модерна домакиня“ е българско женско списание от междувоенния период, издавано от 1924 до 1942 г. Негов главен редактор е Анастасия Митева. Редакцията се помещава на ул. Леге 3 в София.
Темите, които разглежда са мода, готварство, здраве, подредба на дома. Има рубрика за писма на абонатки, където те споделят житейските си проблеми.